# ダニエレ・ルガーニ
ダニエレ・ルガーニ（Daniele Rugani、1994年7月29日 - ）は、イタリア・トスカーナ州ルッカ出身のサッカー選手。セリエA・ユヴェントスFC所属。イタリア代表。ポジションはディフェンダー。

## 経歴

### キャリア初期
1994年7月29日、イタリア・トスカーナ州ルッカに生まれる。2000年、6歳でトスカーナ州に本拠地を置くエンポリFCのユースアカデミーでサッカーを始める。以降、2012年8月にユヴェントスFCに期限付き移籍するまでアカデミーに12シーズン在籍しつづけた。ユヴェントス移籍後はチームのプリマヴェーラ (U-20) に登録され、2012-13シーズンには先発メンバーとして定着した。

### ユヴェントス時代
ユヴェントスでの第1シーズンで成功を収めると、ユヴェントスはすぐに2013年7月31日にプロ契約を交わした。その後2013-14シーズンに先立ち、当時セリエBにいたエンポリに1シーズンの期限付き移籍となった。

### エンポリ時代
20歳を迎えた2014年には40試合2得点を記録、セリエAへの昇格を目指すエンポリでディフェンスの中心選手となった。チームは2位に終わったものの、セリエAへの昇格が決定した。2014年6月18日、エンポリとユヴェントスとの間で期限付き移籍に関する契約が更改され、ユヴェントスからの期限付き移籍として2014-15シーズンはセリエAに昇格したエンポリに残留することが決まった。
2014-15シーズンはセリエAで全試合フル出場、警告や退場が一度もないという記録を残しエンポリの残留に貢献した。また活躍が認められてセリエA2014-15シーズンのセリエAベストイレブンにも選出された。

### ユヴェントス復帰
2015年1月、2015-16シーズンからはユヴェントスへ復帰。2016年4月25日のリーグ戦第35節のフィオレンティーナ戦、自身の通算53試合目となったこの試合で自身初となるイエローカードを受けた。前年はセリエAで全試合にフル出場しながらも警告や退場宣告を一度も受けなかったことで注目されていただけに、この警告は驚きをもって受け止められた。
2020年3月、イタリアで流行している新型コロナウイルスの検査で陽性だった事がクラブから発表された。セリエAにおいて初の感染者となった。

### スタッド・レンヌ
2020年10月3日、スタッド・レンヌへのローン移籍が発表された。

### セリエ復帰
2021年2月1日、移籍から半年ながらカリアリ・カルチョへのローン移籍が発表された。

## 代表歴
2010年以来、複数の年齢別イタリア代表に選出されている。2014年11月9日にはUEFA EURO 2016予選のクロアチア戦とアルバニアとの親善試合に先立ち、アントニオ・コンテによってA代表に招集された。本大会では予備登録メンバーには選ばれたが、本大会のメンバーからは漏れた。
2016年9月のフランス代表との親善試合でA代表デビューを果たした。

## 成績
| クラブ       | シーズン | 背番号 | リーグ戦 | リーグ戦 | カップ戦 | カップ戦 | 欧州CL | 欧州CL | シーズン通算 | シーズン通算 |
| クラブ       | シーズン | 背番号 | 出場     | 得点     | 出場     | 得点     | 出場   | 得点   | 出場         | 得点         |
| ------------ | -------- | ------ | -------- | -------- | -------- | -------- | ------ | ------ | ------------ | ------------ |
| エンポリFC   | 2013-14  | 24     | 40       | 2        | 2        | 0        | 0      | 0      | 42           | 2            |
| エンポリFC   | 2014-15  | 24     | 38       | 3        | 1        | 0        | 0      | 0      | 39           | 3            |
| ユヴェントス | 2015–16  | 24     | 17       | 0        | 3        | 0        | 1      | 0      | 21           | 0            |
| ユヴェントス | 2016–17  | 24     | 15       | 2        | 2        | 0        | 2      | 1      | 19           | 3            |
| 通算         | 通算     | 通算   | 110      | 7        | 8        | 0        | 3      | 1      | 121          | 8            |

## タイトル

### チーム
ユヴェントスFC
- セリエA : 2015-16, 2016-17, 2017-18, 2018-19, 2019-20
- コッパ・イタリア : 2015-16, 2016-17, 2017-18, 2023-24
- スーペルコッパ・イタリアーナ : 2015, 2018

### 個人
- オスカル・デル・カルチョ セリエB最優秀選手 : 2014年
- オスカル・デル・カルチョ セリエAベストイレブン : 2014-15

## 代表歴

### 出場大会
- U-21イタリア代表
  - 2015年 - UEFA U-21欧州選手権（グループリーグ敗退）
  - 2017年 - UEFA U-21欧州選手権（ベスト4）

### 試合数
- 国際Aマッチ 2試合 0得点 (2016年 -　)

| イタリア代表 | 国際Aマッチ | 国際Aマッチ |
| 年           | 出場        | 得点        |
| ------------ | ----------- | ----------- |
| 2016         | 1           | 0           |
| 2017         | 1           | 0           |
| 通算         | 2           | 0           |